# William D. Denney
William Du Hamel Denney (* 31. März 1873 in Dover, Delaware; † 21. November 1953 in Elsmere, Delaware) war ein US-amerikanischer Politiker und von 1921 bis 1925  Gouverneur des Bundesstaates Delaware.

## Frühe Jahre und politischer Aufstieg
William Denney besuchte das Wesleyan Collegiate Institute in Dover. Danach wurde er im Versicherungswesen tätig. Unter anderem war er bei der Hartford Fire Insurance Company und bei der Dover Insurance Agency beschäftigt. Während des Ersten Weltkrieges war er Oberleutnant in der US Army. Sein Marschbefehl nach Frankreich wurde aber mehrfach aufgeschoben und schließlich annulliert. Auf diese Weise blieb ihm ein Kampfeinsatz erspart.
Denney wurde Mitglied der Republikanischen Partei. Zwischen 1905 und 1907 war er Mitglied und Präsident des Repräsentantenhauses von Delaware. Im Juni 1908 war er Delegierter zur Republican National Convention in Chicago, auf der William Howard Taft zum Präsidentschaftskandidaten ernannt wurde. Von 1907 bis 1913 war Denney Privatsekretär von US-Senator Harry A. Richardson. Im Jahr 1920 wurde er mit 55 Prozent der Wählerstimmen gegen Andrew J. Lynch, den Kandidaten der Demokratischen Partei, zum Gouverneur seines Staates gewählt.

## Gouverneur von Delaware
William Denney trat sein neues Amt am 18. Januar 1921 an. In dieser Zeit wurde das Schulwesen erneut reformiert. Mit dem „School Law of 1921“ wurde das Schulwesen nicht länger von den Countys, sondern mit Hilfe einer Steuer direkt vom Staat Delaware finanziert. Dabei wurde gleichzeitig ein Bildungsausschuss gegründet. In Denneys Amtszeit wurden der Gesundheits- und der Verkehrsausschuss des Staates neu strukturiert. Gleichzeitig wurde die sogenannte Child Welfare Commission ins Leben gerufen, die sich mit dem Wohlergehen der Kinder befasste. Der Ausbau des Straßennetzes ging in jenen Jahren zügig voran.
Die Ernennung von T. Coleman du Pont im Jahr 1922 zum US-Senator war in Delaware sehr umstritten. Du Pont war einer der reichsten Männer des Staates und hatte mit seinem Geld einige Regierungs- und Parteivorhaben finanziert. Damals entstand der Verdacht, er habe sich das Senatorenamt erkauft. Bei den nächsten Kongresswahlen wurde er abgewählt.

## Weiterer Lebenslauf
Auch nach seiner Gouverneurszeit blieb Denney politisch aktiv. Im Jahr 1931 war er kommissarischer Staatssekretär von Delaware und 1940 Beauftragter des Staates für Kraftfahrzeuge (Commissioner for the State Motor Vehicle Commission). Von 1941 bis 1948 leitete er als State Librarian die staatlichen Archive von Delaware. Von 1920 bis zu seinem Tod war er im Vorstand der Republikanischen Partei in seinem Staat. In den Jahren 1924 und 1928 war er erneut Delegierter auf den jeweiligen Bundesparteitagen seiner Partei. William Denney starb im November 1953. Mit seiner Frau Alice Goodwin hatte er zwei Kinder.